# Hasan Muhammad Nur Shatigadud
Hasan Muhammad Nur Shatigadud (in somalo Xasan Maxamed Nuur Shaatigaduud; in arabo: حسن محمد نور شاتيغادود; Abudwak, 17 giugno 1946 – Dortmund, 25 marzo 2013) è stato un politico somalo.

## Biografia
Durante la dittatura di Siad Barre, è stato colonnello nel Servizio di sicurezza nazionale, da cui l'appellativo di Shaatigaduud (berretto rosso). Ha altresì ricoperto la carica di governatore della regione di Ghedo.
Nel 1995, durante la guerra civile in Somalia, ha fondato l'Esercito di Resistenza Rahanweyn (da Rahanweyn, la cabila alla quale Nur apparteneva) e nel dicembre 1999 ha dichiarato l'indipendenza della Somalia sud-occidentale, proclamandosi Presidente.
Ha successivamente aderito agli accordi di pace che condussero alla costituzione del Governo nazionale di transizione e del Governo federale di transizione; nel 2005 assunse la carica di Ministro delle finanze nell'esecutivo guidato da Ali Mohammed Ghedi. Confermato dal successivo governo di Nur Hassan Hussein, lasciò l'incarico alcuni giorni dopo perché, a suo dire, la cabila degli Rahanweyn non avrebbe trovato una giusta rappresentanza all'interno dell'esecutivo.